# Władimir Smirnow (generał)
Władimir Wasilewicz Smirnow (ros. Владимир Васильевич Смирнов, ur. 4 lipca 1849, zm. 18 października 1918) – rosyjski wojskowy, generał piechoty.

## Życiorys
Ukończył najpierw Korpus kadetów w Połocku, następnie został absolwentem Pawłowskiej Szkoły Wojskowej, a w 1874 Nikołajewskiej Akademii Sztabu Generalnego w Petersburgu.
W 1867 otrzymał stopień oficerski. Brał udział w wojnie rosyjsko-tureckiej z lat 1877–1878. Pełnił służbę w sztabach 36 Dywizji Piechoty, Charkowskiego Okręgu Wojskowego, 7 Korpusu Armijnego. W 1881 objął stanowisko dowódcy batalionu, następnie został oficerem (do zadań specjalnych) w sztabie Odeskiego Okręgu Wojskowego.
W latach 1884–1891 był szefem sztabu 5 Dywizji Piechoty, w 1891 został dowódcą 131 pułku piechoty w Tiraspolu. Obejmował następnie stanowiska szefa sztabu 9 Korpusu Armijnego (1894), dowódcy 18 Dywizji Piechoty (1901), dowódcy 3 Syberyjskiego Korpusu Armijnego (1906).
W 1908 otrzymał mianowanie na stopień generała piechoty. W tym samym roku powołano go na stanowisko dowódcy 20. Korpusu Armijnego w ramach 1. Armii. Już po rozpoczęciu I wojny światowej, w dniu 20 listopada 1914, powołano go na dowódcę 2 Armii. Wchodząca w jej skład 14 Syberyjska Dywizja Strzelecka 31 maja 1915 poniosła znaczne straty pod Borzymówką (koło Bolimowa) na skutek przeprowadzonego przez wojska niemieckie ataku gazowego. Łączne straty wyniosły ok. 9 tys. żołnierzy (w tym 1,1 tys. zabitych). W lipcu tego samego roku dowodzona przez Władimira Smirnowa 2. Armia wycofała się za Wisłę. Po reorganizacji została włączona w skład Frontu Zachodniego gen. Michaiła Aleksiejewa. W sierpniu została rozformowana pomiędzy 1 i 4 Armię. Przystąpiono do organizacji nowej armii (na bazie 5, 14, 26, 27, 29 i syberyjskiego korpusu), którą we wrześniu zaatakowały oddziały niemieckie. W czasie bitwy wileńskiej doszło do odparcia ataku 10. Armii Niemieckiej i odepchnięcia jej za rzekę Narocz.
W marcu 1916 Władimir Smirnow na krótko został dowódcą Frontu Zachodniego. Od kwietnia 1917 pozostawał do dyspozycji ministra wojny, wszedł w skład Kolegium Rady Wojskowej. Pod koniec tego samego roku w wykonaniu rozkazu wyjechał do miejscowości Mineralne Wody. We wrześniu 1918 został wzięty jako zakładnik przez Kaukaską Armię Czerwoną, a następnie z kilkoma innymi generałami rozstrzelany w Piatigorsku. Według drugiej z pojawiających się wersji o jego śmierci, został rozstrzelany w Kijowie w kwietniu 1919, także przez bolszewików.